# Arsenal F.C. mùa giải 2016–17
Mùa giải 2016-17 của Arsenal F.C. là mùa bóng thứ 25 của Arsenal tại Giải bóng đá Ngoại hạng Anh và là mùa thứ 97 liên tiếp của Arsenal tại hạng đấu cao nhất của bóng đá Anh. Câu lạc bộ đã tham gia các đấu trường: Giải bóng đá Ngoại hạng Anh, Cúp FA, Cúp Liên đoàn bóng đá Anh và UEFA Champions League.
Đây là một mùa giải được xem là không thành công của Arsenal tại Giải bóng đá Ngoại hạng Anh và UEFA Champions League. Arsenal đã có lần đầu tiên nằm ngoài top 4 kể từ mùa bóng 1995-96 khi chỉ cán đích thứ 5 với 75 điểm, đây cũng là lần đầu tiên Arsenal xếp dưới Tottenham ở giải bóng đá hạng cao nhất nước Anh kể từ mùa bóng 1994-95. Còn tại Champions League, Arsenal bị loại đầy tức tưởi tại vòng knock-out lần thứ 7 liên tiếp, với tổng tỷ số 2-10 trước FC Bayern München, đây là thất bại đậm nhất của một đội bóng Anh tại Champions League. Arsenal chỉ có một danh hiệu để an ủi là chiếc cúp FA sau chiến thắng 2-1 trước Chelsea, giúp Arsenal trở thành đội bóng thành công nhất trong lịch sử cúp FA với 13 lần đăng quang. Tại Cúp Liên đoàn, Arsenal bị loại bởi Southampton ở tứ kết với thất bại 0-2.
Mùa giải của đội bóng được tính từ ngày 1 tháng 7 năm 2016 đến ngày 30 tháng 6 năm 2017.

## Đội hình
| S  | Vị trí | Quốc tịch | Tên                     | Tuổi | EU     | Kể từ           | Số trận | Bàn thắng | Kết thúc          | Giá chuyển nhượng | Ghi chú                           |
| -- | ------ | --------- | ----------------------- | ---- | ------ | --------------- | ------- | --------- | ----------------- | ----------------- | --------------------------------- |
| 1  | TM     | POL       | Wojciech Szczęsny       | 34   | EU     | 2007            | 181     | 0         | Chưa hết hợp đồng | Đội trẻ           | Cho mượn tới Roma                 |
| 2  | HV     | FRA       | Mathieu Debuchy         | 39   | EU     | 2014            | 23      | 1         | Chưa hết hợp đồng | £12.0M            |                                   |
| 3  | HV     | ENG       | Kieran Gibbs            | 35   | EU     | 2007            | 230     | 6         | Chưa hết hợp đồng | Đội trẻ           |                                   |
| 4  | HV     | GER       | Per Mertesacker         | 40   | EU     | 2011            | 210     | 8         | Chưa hết hợp đồng | £8.0M             |                                   |
| 5  | HV     | BRA       | Gabriel                 | 34   | Non-EU | 2015 (mùa đông) | 65      | 1         | Chưa hết hợp đồng | £11.3M            |                                   |
| 6  | HV     | FRA       | Laurent Koscielny       | 39   | EU     | 2010            | 291     | 22        | Chưa hết hợp đồng | £8.5M             |                                   |
| 7  | TĐ     | CHI       | Alexis Sánchez          | 36   | Non-EU | 2014            | 145     | 72        | Chưa hết hợp đồng | £30.0M            |                                   |
| 8  | TV     | WAL       | Aaron Ramsey            | 34   | EU     | 2008            | 297     | 47        | Chưa hết hợp đồng | £4.8M             |                                   |
| 9  | TĐ     | ESP       | Lucas Pérez             | 36   | EU     | 2016            | 21      | 7         | Chưa hết hợp đồng | £17.1M            |                                   |
| 10 | TV     | ENG       | Jack Wilshere           | 33   | EU     | 2008            | 159     | 12        | 2018              | Đội trẻ           | Cho mượn tới AFC Bournemouth      |
| 11 | TV     | GER       | Mesut Özil              | 36   | EU     | 2013            | 162     | 32        | Chưa hết hợp đồng | £42.5M            |                                   |
| 12 | TĐ     | FRA       | Olivier Giroud          | 38   | EU     | 2012            | 227     | 98        | Chưa hết hợp đồng | £12.8M            |                                   |
| 13 | TM     | COL       | David Ospina            | 36   | Non-EU | 2014            | 50      | 0         | Chưa hết hợp đồng | £3.2M             |                                   |
| 14 | TĐ     | ENG       | Theo Walcott            | 36   | EU     | 2006 (mùa đông) | 381     | 104       | 2019              | £9.0M             |                                   |
| 15 | TV     | ENG       | Alex Oxlade-Chamberlain | 31   | EU     | 2011            | 194     | 20        | Chưa hết hợp đồng | £12.0M            |                                   |
| 16 | HV     | ENG       | Rob Holding             | 29   | EU     | 2016            | 18      | 0         | Chưa hết hợp đồng | £2.0M             |                                   |
| 17 | TĐ     | NGA       | Alex Iwobi              | 28   | Non-EU | 2015            | 59      | 6         | Chưa hết hợp đồng | Đội trẻ           |                                   |
| 18 | HV     | ESP       | Nacho Monreal           | 39   | EU     | 2013 (mùa đông) | 174     | 3         | Chưa hết hợp đồng | £8.5M             |                                   |
| 19 | TV     | ESP       | Santi Cazorla           | 40   | EU     | 2012            | 180     | 29        | Chưa hết hợp đồng | £12.0M            |                                   |
| 20 | HV     | GER       | Shkodran Mustafi        | 32   | EU     | 2016            | 37      | 2         | Chưa hết hợp đồng | £35.0M            |                                   |
| 21 | HV     | ENG       | Calum Chambers          | 30   | EU     | 2014            | 60      | 3         | Chưa hết hợp đồng | £16.0m            | On loan to Middlesbrough          |
| 22 | TĐ     | FRA       | Yaya Sanogo             | 32   | EU     | 2013            | 20      | 1         | Chưa hết hợp đồng | Free              |                                   |
| 23 | TĐ     | ENG       | Danny Welbeck           | 34   | EU     | 2014            | 69      | 17        | 2019              | £16.0M            |                                   |
| 24 | HV     | ESP       | Héctor Bellerín         | 30   | EU     | 2013            | 115     | 4         | Chưa hết hợp đồng | Đội trẻ           |                                   |
| 25 | HV     | ENG       | Carl Jenkinson          | 33   | EU     | 2011            | 62      | 1         | Chưa hết hợp đồng | £1.0M             |                                   |
| 26 | TM     | ARG       | Emiliano Martínez       | 32   | Non-EU | 2010            | 13      | 0         | Chưa hết hợp đồng | Đội trẻ           |                                   |
| 28 | TĐ     | CRI       | Joel Campbell           | 32   | Non-EU | 2011            | 41      | 4         | Chưa hết hợp đồng | £0.9M             | On loan to Sporting CP            |
| 29 | TV     | SUI       | Granit Xhaka            | 32   | Non-EU | 2016            | 46      | 4         | Chưa hết hợp đồng | £30.0M            |                                   |
| 31 | TV     | FRA       | Jeff Reine-Adélaïde     | 27   | EU     | 2016            | 8       | 0         | Chưa hết hợp đồng | Đội trẻ           |                                   |
| 32 | TĐ     | ENG       | Chuba Akpom             | 29   | EU     | 2013            | 10      | 0         | Chưa hết hợp đồng | Đội trẻ           | On loan to Brighton & Hove Albion |
| 33 | TM     | CZE       | Petr Čech               | 42   | EU     | 2015            | 79      | 0         | 2019              | £10.0M            |                                   |
| 34 | TV     | FRA       | Francis Coquelin        | 33   | EU     | 2008            | 148     | 0         | Chưa hết hợp đồng | Đội trẻ           |                                   |
| 35 | TV     | EGY       | Mohamed Elneny          | 32   | Non-EU | 2016 (mùa đông) | 41      | 1         | Chưa hết hợp đồng | £7.4M             |                                   |
| —  | TĐ     | JPN       | Takuma Asano            | 30   | Non-EU | 2016            | 0       | 0         | Chưa hết hợp đồng | £0.8M             | On loan to VfB Stuttgart          |

- Cập nhật lần cuối: 27 tháng 5 năm 2017
- Nguồn: Arsenal F.C. and footballdatabase.com
- Sắp xếp theo squad number.

## Chuyển nhượng

### Chuyển đến
Arsenal mở đầu kỳ chuyển nhượng với bản hợp đồng Granit Xhaka với giá khoảng 30 triệu bảng từ Borussia Mönchengladbach vào ngày 25 tháng 5. Arsenal có bản hợp đồng thứ hai vào tháng 7, ký hợp đồng với cầu thủ trẻ Takuma Asano từ Sanfrecce Hiroshima với khoản phí không tiết lộ, được cho là vào khoảng 800.000 bảng. Vào ngày 22 tháng 7, Arsenal đã có bản hợp đồng thứ ba là Rob Holding từ Bolton Wanderers với giá 2 triệu bảng. Sau đó, câu lạc bộ ký hợp đồng với Kelechi Nwakali ở đội trẻ với bản hợp đồng 5 năm. Cuối kỳ chuyển nhượng, Arsenal đã ký hợp đồng với Lucas Pérez và Shkodran Mustafi từ La Liga với mức giá lần lượt là 17,1 triệu bảng và 35 triệu bảng.
| #  | Vị trí thi đấu | Cầu thủ          | Chuyển đến từ            | Mức giá                      | Ngày                | Đội        | Nguồn  |
| -- | -------------- | ---------------- | ------------------------ | ---------------------------- | ------------------- | ---------- | ------ |
| 29 | TV             | Granit Xhaka     | Borussia Mönchengladbach | Không tiết lộ (~£30.000.000) | 21 tháng 5 năm 2016 | Đội 1      | [ 54 ] |
| —  | TĐ             | Takuma Asano     | Sanfrecce Hiroshima      | Không tiết lộ (~£800.000)    | 3 tháng 7 năm 2016  | Đội 1      | [ 55 ] |
| 16 | HV             | Rob Holding      | Bolton Wanderers         | Không tiết lộ (~£2.000.000)  | 22 tháng 7 năm 2016 | Đội 1      | [ 56 ] |
| —  | TV             | Kelechi Nwakali  | Học viện bóng đá Diamond | Không tiết lộ(~£3.000.000)   | 5 tháng 7 năm 2016  | Đội 1      | [ 58 ] |
| 9  | TĐ             | Lucas Pérez      | Deportivo La Coruña      | Không tiết lộ (~£17.100.000) | 30 tháng 8 năm 2016 | Đội 1      | [ 59 ] |
| 20 | HV             | Shkodran Mustafi | Valencia                 | Không tiết lộ (~£35.000.000) | 30 tháng 8 năm 2016 | First team | [ 60 ] |
| 85 | HV             | Cohen Bramall    | Hednesford Town          | Không tiết lộ(~£40.000)      | 10 tháng 1 năm 2017 | Reserves   | [ 62 ] |

Tổng số tiền chuyển nhượng:  không tiết lộ (~£87.940.000)

### Chuyển đi
| #  | Vị trí | Cầu thủ                 | Chuyển đến       | Mức giá                     | Ngày                | Đội      | Nguồn  |
| -- | ------ | ----------------------- | ---------------- | --------------------------- | ------------------- | -------- | ------ |
| 8  | TV     | Mikel Arteta            | Retired          | n/a                         | 30 tháng 6 năm 2016 | Đội 1    | [ 64 ] |
| 20 | TV     | Mathieu Flamini         | Crystal Palace   | Chuyển nhượng tự do         | 30 tháng 6 năm 2016 | Đội 1    | [ 64 ] |
| 7  | TV     | Tomáš Rosický           | Sparta Prague    | Chuyển nhượng tự do         | 30 tháng 6 năm 2016 | Đội 1    | [ 64 ] |
| 42 | HV     | Isaac Hayden            | Newcastle United | Không tiết lộ (~£2.500.000) | 11 tháng 7 năm 2016 | Đội 1    | [ 68 ] |
| —  | TĐ     | Wellington Silva        | Fluminense       | Không tiết lộ               | 18 tháng 7 năm 2016 | Đội trẻ  | [ 69 ] |
| —  | HV     | Ilias Chatzitheodoridis | Brentford        | Chuyển nhượng tự do         | 6 tháng 8 năm 2016  | Reserves | [ 70 ] |
| 27 | HV     | Serge Gnabry            | Werder Bremen    | Không tiết lộ (~£5.000.000) | 31 tháng 8 năm 2016 | Đội 1    | [ 72 ] |

Tổng số tiền thu về:  Không tiết lộ (~£7.500.000+)
1. ↑  Hết hợp đồng, anh giải nghệ và làm công tác huấn luyện tại Manchester City[63]
2. ↑  Hết hợp đồng anh chuyển đến Crystal Palace.[65]
3. ↑  Hết hợp đồng anh chuyển tới Sparta Prague.[66]

### Cho mượn
| #  | Vị trí | Cầu thủ           | Cho mượn đến           | Ngày đi             | Ngày về             | Đội     | Nguồn         |
| -- | ------ | ----------------- | ---------------------- | ------------------- | ------------------- | ------- | ------------- |
| 38 | TV     | Daniel Crowley    | Oxford United          | 1 tháng 7 năm 2016  | 1 tháng 12 năm 2016 | Đội trẻ | [ 74 ]        |
| 43 | TM     | Ryan Huddart      | Eastleigh              | 1 tháng 7 năm 2016  | 30 tháng 6 năm 2017 | Đội trẻ | [ 75 ]        |
| 57 | TV     | Jon Toral         | Granada                | 15 tháng 7 năm 2016 | 10 tháng 1 năm 2017 | Đội trẻ | [ 77 ]        |
| 1  | TM     | Wojciech Szczęsny | Roma                   | 4 tháng 8 năm 2016  | 30 tháng 6 năm 2017 | Đội 1   | [ 78 ]        |
| 52 | HV     | Stefan O'Connor   | Maastricht             | 5 tháng 8 năm 2016  | 30 tháng 6 năm 2017 | Đội trẻ | [ 79 ]        |
| 53 | HV     | Julio Pleguezuelo | Mallorca               | 5 tháng 8 năm 2016  | 30 tháng 6 năm 2017 | Đội trẻ | [ 80 ]        |
| 59 | HV     | Tafari Moore      | Jong FC Utrecht        | 17 tháng 8 năm 2016 | 30 tháng 6 năm 2017 | Đội trẻ | [ 81 ]        |
| 28 | TĐ     | Joel Campbell     | Sporting CP            | 21 tháng 8 năm 2016 | 30 tháng 6 năm 2017 | Đội 1   | [ 82 ]        |
| —  | TĐ     | Takuma Asano      | Stuttgart              | 26 tháng 8 năm 2016 | 30 tháng 6 năm 2017 | Đội 1   | [ 83 ]        |
| 21 | HV     | Calum Chambers    | Middlesbrough          | 30 tháng 8 năm 2016 | 30 tháng 6 năm 2017 | Đội 1   | [ 84 ]        |
| —  | TV     | Kelechi Nwakali   | Maastricht             | 31 tháng 8 năm 2016 | 30 tháng 6 năm 2017 | Đội trẻ | [ 85 ]        |
| 52 | TV     | Glen Kamara       | Colchester United      | 31 tháng 8 năm 2016 | 1 tháng 1 năm 2017  | Đội trẻ | [ 86 ]        |
| 10 | TV     | Jack Wilshere     | AFC Bournemouth        | 31 tháng 8 năm 2016 | 30 tháng 6 năm 2017 | Đội 1   | [ 88 ] [ 89 ] |
| 38 | TV     | Daniel Crowley    | Go Ahead Eagles        | 10 tháng 1 năm 2017 | 30 tháng 6 năm 2017 | Đội trẻ | [ 90 ]        |
| 57 | TV     | Jon Toral         | Rangers                | 12 tháng 1 năm 2017 | 30 tháng 6 năm 2017 | Đội trẻ | [ 91 ]        |
| 40 | TV     | Gedion Zelalem    | VVV Venlo              | 24 tháng 1 năm 2017 | 30 tháng 6 năm 2017 | Đội trẻ | [ 92 ]        |
| 32 | TĐ     | Chuba Akpom       | Brighton & Hove Albion | 30 tháng 1 năm 2017 | 30 tháng 6 năm 2017 | Đội 1   | [ 93 ]        |
| 37 | HV     | Krystian Bielik   | Birmingham City        | 31 tháng 1 năm 2017 | 30 tháng 6 năm 2017 | Đội trẻ | [ 94 ]        |
| 38 | HV     | Marc Bola         | Notts County           | 31 tháng 1 năm 2017 | 30 tháng 6 năm 2017 | Đội trẻ | [ 95 ]        |
| 44 | HV     | Aaron Eyoma       | Volendam               | 31 tháng 1 năm 2017 | 30 tháng 6 năm 2017 | Đội trẻ | [ 96 ]        |
| 48 | TĐ     | Kaylen Hinds      | Stevenage              | 31 tháng 1 năm 2017 | 30 tháng 6 năm 2017 | Đội trẻ | [ 97 ]        |
| 54 | TM     | Matt Macey        | Luton Town             | 31 tháng 1 năm 2017 | 30 tháng 6 năm 2017 | Đội trẻ | [ 98 ]        |
| 57 | TĐ     | Stephy Mavididi   | Charlton Athletic      | 31 tháng 1 năm 2017 | 30 tháng 6 năm 2017 | Đội trẻ | [ 99 ]        |

1. ↑  Ngày 1 tháng 12 năm 2016 Daniel Crowley hết hợp đồng cho mượn[73]
2. ↑  Ngày 10/1/2017 Toral được gọi trở về từ Granada[76]
3. ↑  AFC Bournemouth trả phí mượn là 2 triệu bảng[87]

### Tổng
| Số tiền mua về CNMH: Không tiết lộ (~£87.900.000) CNMĐ: Không tiết lộ (~£40.000) Tổng: K tiết lộ (~£87.940.000) | Bán ra CNMH: K tiết lộ (~£7.500.000+) CNMĐ: £0 Total: K tiết lộ (~£7.500.000+) | Tổng CNMH: K tiết lộ (~£80.400.000-) CNMĐ: K tiết lộ (~£40.000) Tổng: K tiết lộ (~£80.440.000-) |

## Nhân sự và tài trợ

### Ban huấn luyện

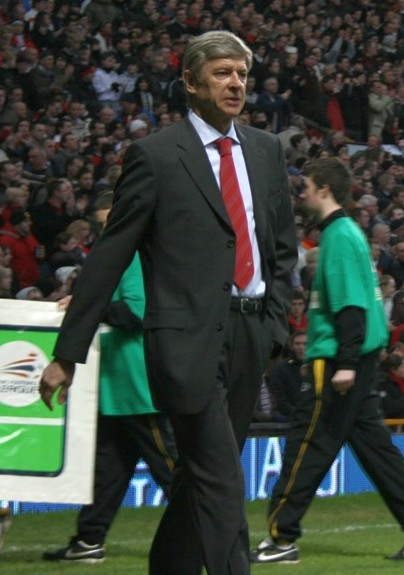
Huấn luyện viên Arsène Wenger.

| Công việc               | Người phụ trách                       |
| ----------------------- | ------------------------------------- |
| Huấn luyện viên trưởng  | Arsène Wenger                         |
| Trợ lý HLV              | Steve Bould                           |
| Huấn luyện viên đội một | Boro Primorac Neil Banfield           |
| Huấn luyện viên thủ môn | Gerry Peyton                          |
| Trợ lý nâng cao thể lực | Shad Forsythe                         |
| Huấn luyện viên thể lực | Craig Gant                            |
| Trợ lý trị liệu         | Colin Lewin Ben Ashworth Andrew Rolls |
| Bác sĩ                  | Gary O'Driscoll                       |
| Quản lý quần áo thi đấu | Vic Akers                             |
| Quản lý học viện        | Andries Jonker                        |
| Huấn luyện viên U-21    | Carl Laraman                          |
| Huấn luyện viên U-18    | Frans de Kat                          |
| Huấn luyện viên U-16    | Jan van Loon                          |

### Áo đấu
Nhà sản xuất: Puma / Nhà tài trợ: Fly Emirates
| Home | Away | Third | Third alt. | Third alt. 2 |

### Chủ tịch, sân vận động

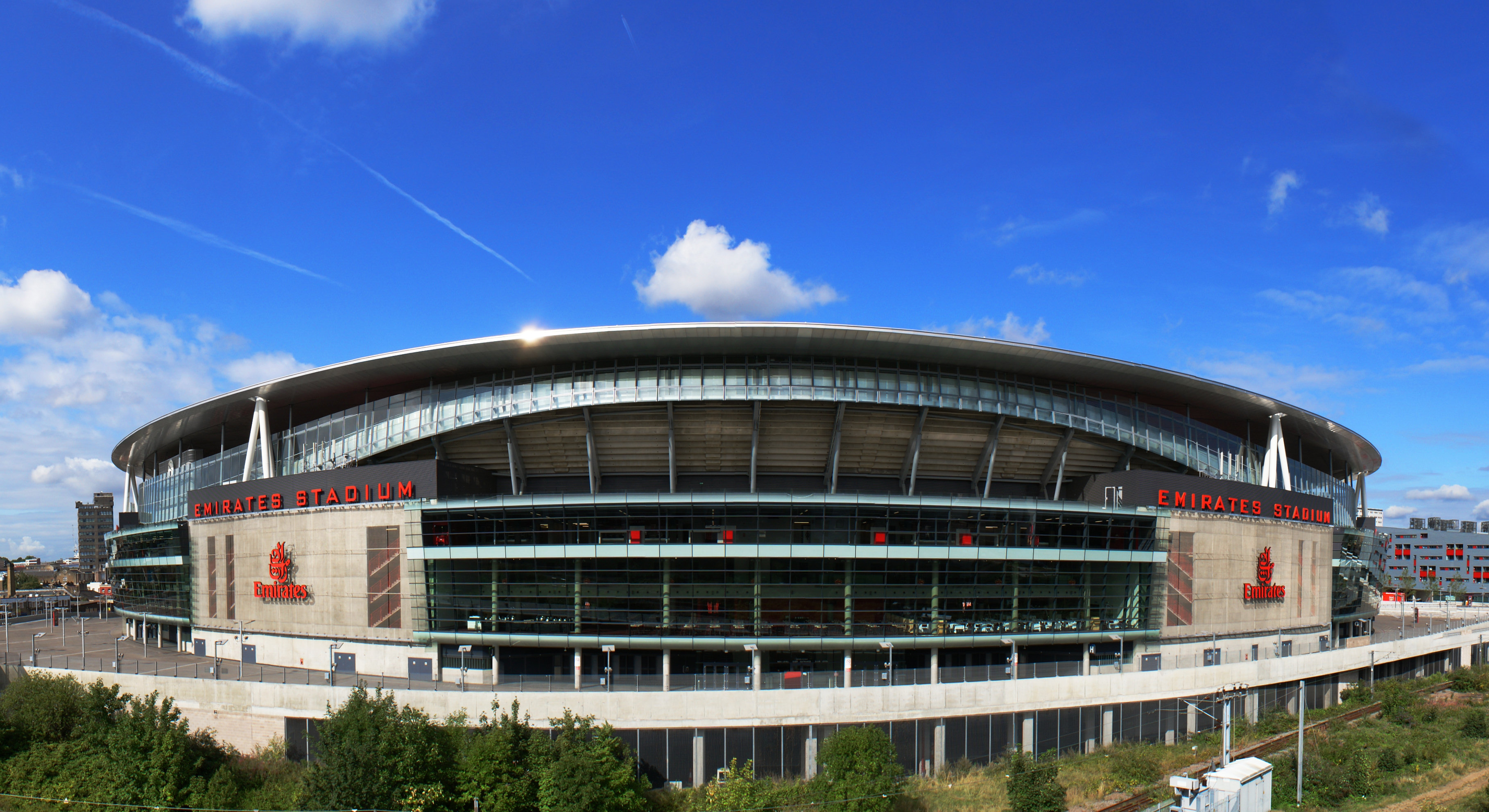
Sân vận động Emirates

| Chủ tịch                     | Sir Chips Keswick                           |
| Sân (sức chứa và kích thước) | Sân vận động Emirates (60.355 / 113x76 mét) |

Cập nhật lần cuối: ngày 30 tháng 5 năm 2014
Nguồn: Arsenal F.C.

## Quá trình thi đấu

### Giao hữu trước mùa giải

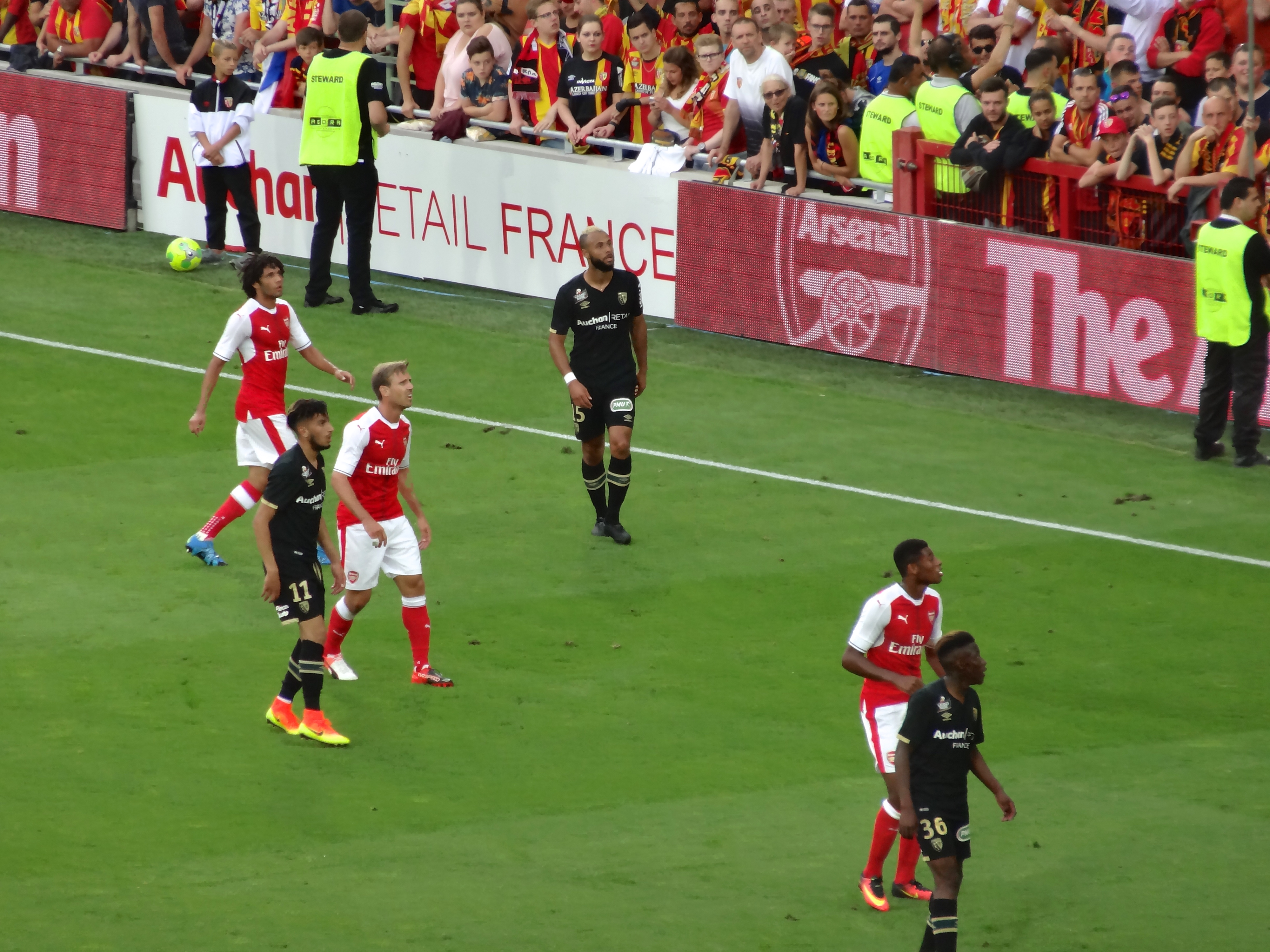
Arsenal gặp Lens tại sân vận động Bollaert-Delelis.

Tháng 2 năm 2016, Arsenal đã đặt lịch thi đấu giao hữu với Các ngôi sao Giải bóng đá nhà nghề Mỹ (Các ngôi sao MLS) ở San Jose, California và một trần giao hữu với Guadalajara từ Mexico 3 ngày sau. Arsenal không tổ chức Emirates Cup vì có nhiều cầu thủ tham dự Giải vô địch bóng đá châu Âu 2016. Trận giao hữu cuối cùng trước mùa giải của Arsenal là cuộc đối đầu với câu lạc bộ Viking tại Stavanger; và ngày 7 tháng 8 là trận "Super Match" (trận giao hữu thường niên của Manchester City) tại Gothenburg. Đây là lần thứ 3 trong 4 năm Arsenal gặp Manchester City trong một trận giao hữu diễn ra ngoài nước Anh. Ngày 22 tháng 7 Arsenal có một trận giao hữu với Lens của Pháp.
      Thắng
      Hòa
      Thua
| 22 tháng 7 năm 2016 Giao hữu | Lens       | 1–1      | Arsenal                | Lens, Pháp                                                         |  |
| 20:00 CEST                   | Autret 38' | Chi tiết | Oxlade-Chamberlain 81' | Sân vận động: Sân vận động Bollaert-Delelis Lượng khán giả: 30.149 |  |

| 5 tháng 8 năm 2016 Giao hữu | Viking | 0–8      | Arsenal                                                                                        | Stavanger, Na Uy             |  |
| 20:30 CEST                  |        | Chi tiết | Campbell 33', 59' · Cazorla 50' · Walcott 52' · Haukås 55' (l.n.) · Iwobi 71', 81' · Akpom 89' | Sân vận động: Viking Stadion |  |

#### Các ngôi sao MLS
| 28 tháng 7 năm 2016 MLS All-Star Game | MLS All-Stars | 1–2      | Arsenal                          | San Jose, Hoa Kỳ                                                          |  |
| 17:01 PDT                             | Drogba 45+2'  | Chi tiết | Campbell 11' (ph.đ.) · Akpom 87' | Sân vận động: Avaya Stadium Lượng khán giả: 18.000 Trọng tài: Chris Penso |  |

#### Super Match
| 7 tháng 8 năm 2016 Super Match | Arsenal                             | 3–2    | Manchester City            | Gothenburg, Thụy Điển        |  |
| 19:00 CEST                     | Iwobi 50' · Walcott 73' · Akpom 85' | Report | Agüero 30' · Iheanacho 88' | Sân vận động: Ullevi Stadium |  |

### Các giải đấu trong nước
Tổng quan
| Giải             | Kết quả | Kết quả | Kết quả | Kết quả | Kết quả | Kết quả | Kết quả | Kết quả |
| Giải             | ST      | T       | H       | B       | BT      | BB      | HS      | %       |
| ---------------- | ------- | ------- | ------- | ------- | ------- | ------- | ------- | ------- |
| Premier League   | 38      | 23      | 6       | 9       | 77      | 44      | +33     | 060,53  |
| FA Cup           | 6       | 6       | 0       | 0       | 18      | 3       | +15     | 100,00  |
| EFL Cup          | 3       | 2       | 0       | 1       | 6       | 2       | +4      | 066,67  |
| Champions League | 8       | 4       | 2       | 2       | 20      | 16      | +4      | 050,00  |
| Tổng             | 55      | 35      | 8       | 12      | 121     | 65      | +56     | 063,64  |

Lần cập nhật cuối: 27 tháng 5 năm 2017
Nguồn: Các giải đấu

#### Giải bóng đá Ngoại hạng Anh
| VT | Đội               | ST | T  | H  | B  | BT | BB | HS  | Đ  | Giành quyền tham dự hoặc xuống hạng    |
| -- | ----------------- | -- | -- | -- | -- | -- | -- | --- | -- | -------------------------------------- |
| 3  | Manchester City   | 38 | 23 | 9  | 6  | 80 | 39 | +41 | 78 | Lọt vào Vòng bảng Champions League     |
| 4  | Liverpool         | 38 | 22 | 10 | 6  | 78 | 42 | +36 | 76 | Lọt vào Vòng play-off Champions League |
| 5  | Arsenal           | 38 | 23 | 6  | 9  | 77 | 44 | +33 | 75 | Lọt vào Vòng bảng Europa League        |
| 6  | Manchester United | 38 | 18 | 15 | 5  | 54 | 29 | +25 | 69 | Lọt vào Vòng bảng Champions League     |
| 7  | Everton           | 38 | 17 | 10 | 11 | 62 | 44 | +18 | 61 | Lọt vào Vòng loại thứ ba Europa League |

1. 1 2  Do hai đội lọt vào chung kết Cúp FA 2016–17 (Arsenal và Chelsea) đều đã có vé dự cúp châu Âu dựa trên thứ hạng của mình, suất dự vòng bảng Europa League của nhà vô địch Cúp FA được chuyển cho đội có thứ hạng gần nhất (đội thứ năm) còn các suất khác giữ nguyên.
2. ↑  Manchester United lọt vào vòng bảng Champions League mùa sau nhờ vô địch UEFA Europa League 2016-17. Họ cũng được quyền dự Vòng loại thứ ba Europa League nhờ vô địch Cúp EFL 2016-17, nhưng suất đó không còn hiệu lực nữa.

Chung cuộc
| Tổng thể | Tổng thể | Tổng thể | Tổng thể | Tổng thể | Tổng thể | Tổng thể | Tổng thể | Sân nhà | Sân nhà | Sân nhà | Sân nhà | Sân nhà | Sân nhà | Sân khách | Sân khách | Sân khách | Sân khách | Sân khách | Sân khách |
| ST       | T        | H        | B        | BT       | BB       | HS       | Đ        | T       | H       | B       | BT      | BB      | HS      | T         | H         | B         | BT        | BB        | HS        |
| -------- | -------- | -------- | -------- | -------- | -------- | -------- | -------- | ------- | ------- | ------- | ------- | ------- | ------- | --------- | --------- | --------- | --------- | --------- | --------- |
| 38       | 23       | 6        | 9        | 77       | 44       | +33      | 75       | 14      | 3       | 2       | 39      | 16      | +23     | 9         | 3         | 7         | 38        | 28        | +10       |

Cập nhật lần cuối: ngày 21 tháng 5 năm 2017.

Nguồn: Premier League

Sau mỗi vòng đấu
| Vòng    | 1  | 2  | 3 | 4 | 5 | 6 | 7 | 8 | 9 | 10 | 11 | 12 | 13 | 14 | 15 | 16 | 17 | 18 | 19 | 20 | 21 | 22 | 23 | 24 | 25 | 26 | 27 | 28 | 29 | 30 | 31 | 32 | 33 | 34 | 35 | 36 | 37 | 38 |
| ------- | -- | -- | - | - | - | - | - | - | - | -- | -- | -- | -- | -- | -- | -- | -- | -- | -- | -- | -- | -- | -- | -- | -- | -- | -- | -- | -- | -- | -- | -- | -- | -- | -- | -- | -- | -- |
| Sân     | C  | K  | K | C | K | C | K | C | C | K  | C  | K  | C  | K  | C  | K  | K  | C  | C  | K  | K  | C  | C  | K  | C  | K  | K  | K  | C  | K  | K  | C  | K  | C  | K  | K  | C  | C  |
| Kết quả | L  | D  | W | W | W | W | W | W | D | W  | D  | D  | W  | W  | W  | L  | L  | W  | W  | D  | W  | W  | L  | L  | W  | L  | L  | D  | W  | L  | W  | W  | L  | W  | W  | W  | W  | W  |
| Vị trí  | 15 | 12 | 7 | 6 | 3 | 3 | 3 | 2 | 1 | 2  | 4  | 4  | 4  | 2  | 1  | 2  | 4  | 4  | 3  | 4  | 3  | 2  | 3  | 3  | 3  | 5  | 5  | 6  | 5  | 6  | 6  | 6  | 6  | 6  | 5  | 5  | 5  | 5  |

Lần cập nhật cuối: ngày 21 tháng 5 năm 2017.
Nguồn: Statto.com

Nền: A = Sân khác; H = Sân nhà. Kết quả: D = Hòa L = Thua; W = Thắng; P = Bị hoãn.

Tổng thể
Arsenal mở đầu mùa giải bằng trận thua với tỷ số 3-4 trước Liverpool sau khi có bàn thắng dẫn trước của Theo Walcott, ngay sau khi bỏ lỡ một quả phạt đền. Vòng đấu tiếp theo, Arsenal có chuyến làm khách trên sân King Power nhà đương kim vô địch Leicester City F.C. và ra về với điểm số đầu tiên sau kết quả hòa không bàn thắng. Arsenal có chiến thắng đầu tiên của mùa giải trong chuyến làm khách tới sân của Watford 1 tuần sau đó, chiến thắng với tỷ số 3-1. Kể từ chiến thắng trước Watford, Arsenal đã có chuỗi 6 chiến thắng liên tiếp, trước khi bị Middlesbrough cầm hòa 0-0 ngay trên sân Emirates, lần đấu tiên Arsenal không ghi được bàn thắng trên sân nhà kể từ trận hòa Southampton 0-0 tháng 2 năm 2016. Trong chuỗi chiến thắng ấy, Arsenal đã đánh bại Chelsea với tỷ số 3-0 trên sân nhà, đây là lần đầu tiên Arsenal giành chiến thắng trước Chelsea tại giải Ngoại hạng Anh kể từ trận thắng 5-3 tại Stamford Bridge tháng 10 năm 2011. Sau trận hòa với Middlesbrough, Arsenal đã đánh bại Sunderland với tỷ số 4-1 trên sân khách trong vòng đấu kế tiếp.
Ở vòng 11 và 12, Arsenal có hai trận hòa với tỷ số 1-1 trước Tottenham và Manchester United. Arsenal sau đó đã giành chiến thắng 3-1 trước Bournemouth để bám đuổi Chelsea trên bảng xếp hạng, đây là trận bất bại thứ 19 của Arsenal trên mọi đấu trường. Arsenal khởi đầu tháng 12 với chiến thắng 5-1 trước West Ham nhờ cú hat-trick của Alexis Sanchez, và một tuần sau là trận thắng với tỷ số 3-1 trước Stoke City. Sau 14 trận bất bại tại giải Ngoại hạng, Arsenal đã nhận hai thất bại liên tiếp với tỷ số 1-2 trước Everton và Manchester City, mặc dù trong cả hai trận Arsenal đều có bàn thắng dẫn trước. Trong ngày Boxing Day, Arsenal đã có thắng lợi tối thiểu 1-0 trước West Brom với pha lập công của Oliver Giroud. Kết thúc lượt đi, Arsenal giành chiến thắng 2-0 trước Crystal Palace và khởi đầu năm 2017.
Arsenal khởi đầu lượt về mùa bóng 2016-17 bằng trận hòa với tỷ số 3-3 trước Bournemouth trong thế bị dẫn trước tới 0-3. Ngày 14 tháng 1, Arsenal đánh bại Swansea với tỷ số 4-0 ngay trên sân Liberty, trong trận đấu này các Pháo thủ được đội chủ nhà tặng 2 bàn thẳng (Jack Cork và Kyle Naughton phản lưới). 8 ngày sau, Arsenal đã giành được 3 điểm trước Burnley một cách chật vật và gây tranh cãi với chiến thắng 2-1 nhờ quả penaty thành công của Alexis Sanchez. Ngày 31 tháng 1, Arsenal bất ngờ nhận thất bại 1-2 trước Watford ngay trên sân nhà và đến ngày 4 tháng 2 Pháo thủ nhận thất bại 1-3 trên sân Stamford Bridge trước Chelsea. Một tuần sau Arsenal chật vật đánh bại Hull City trên sân nhà bằng bàn thắng ở phút cuối do công của Sanchez. Sau thời gian dành cho Champions League, cúp FA và Cúp Liên đoàn, Arsenal bước vào tháng 3 với trận thua 1-3 trước Liverpool tại Anfield. Hai tuần sau, Arsenal tiếp tục nhận thất bại với tỷ số tương tự, lần này là trước West Brom. Trong trận đấu này, một nhóm cổ động viên đã cho máy bay kéo băng rôn qua sân vận động The Hawthorns. Ngày 2 tháng 4, Arsenal trở về sân nhà tiếp đón Manchester City và tạm cắt đứt chuỗi trận bết bát bằng trận hòa 2-2, và 3 ngày sau Arsenal đã giành chiến thắng trước West Ham với tỷ số 3-0. Tuy nhiên, ngày 10 tháng 4, Arsenal phải nhận thất bại đậm 0-3 trên sân của Crystal Palace. Thất bại này buộc Arsène Wenger phải thay đổi chiến thuật sang sơ đồ 3-4-3, và trong trận đầu tiên chơi với sơ đồ mới họ đã giành chiến thắng chật vật 2-1 trước Middlesbrough. Ngày 27 tháng 4, trong trận đá bù vòng 28 Arsenal đán bại Leicester City 1-0 trên sân nhà. 3 ngày sau, Arsenal bị Tottenham đánh bại 0-2 trên sân White Hart Lane, qua đó lần đầu tiên xếp dưới Tottenham tại giải Ngoại hạng Anh sau 22 năm. Arsenal sau đó có chiến thắng 2-0 trước Manchester United, qua đó cắt đứt mạch 25 trận bất bại của đội bóng này, cùng với đó là lần đầu tiên Wenger đánh bại Mourinho trong một trận đấu chính thức. Ba chiến thắng liên tiếp sau đó đã giúp Arsenal thu hẹp cách biệt với Liverpool còn 1 điểm trong cuộc đua vào nhóm bốn đội dẫn đầu. Tuy nhiên dù thắng Everton 3-1 ở vòng đấu cuối, nhưng việc Liverpool đánh bại Middlesbrough 3-0 trong trận đấu cùng giờ đã khiến Arsenal lần đầu tiên nằm ngoài top 4 sau 20 năm, lần đầu không được dự Champions League sau 19 năm, Arsenal là đội đứng thứ 5 có điểm số cao nhất trong kỷ nguyên Premier League (75 điểm).
      Thắng
      Hòa
      Thua
| 14 tháng 8 năm 2016 1 | Arsenal                                                                                         | 3–4                       | Liverpool                                                                   | Holloway, London                                                                |  |
| 16:00 BST             | Walcott 30', 31' · Coquelin 37' · Iwobi 58' · Oxlade-Chamberlain 64' · Chambers 75' · Xhaka 86' | Arsenal report BBC report | Lallana 26', 49' · Moreno 29' · Lovren 41' · Coutinho 45+1', 56' · Mané 63' | Sân vận động: Emirates Stadium Lượng khán giả: 60,033 Trọng tài: Michael Oliver |  |

| 20 tháng 8 năm 2016 2 | Leicester City | 0–0                       | Arsenal                      | Leicester                                                                           |  |
| 17:30 BST             | Mendy 45'      | Arsenal report BBC report | Coquelin 24' · Holding 90+2' | Sân vận động: King Power Stadium Lượng khán giả: 32,008 Trọng tài: Mark Clattenburg |  |

| 27 tháng 8 năm 2016 3 | Watford                                                                                       | 1–3                       | Arsenal                                                      | Watford                                                                    |  |
| 15:00 BST             | Prödl 16' · Ighalo 45+2' · Pereyra 56' · Deeney 60' · Amrabat 77' · Behrami 83' · Holebas 89' | Arsenal report BBC report | Cazorla 9' (ph.đ.) · Sánchez 39' · Özil 45' · Wilshere 90+2' | Sân vận động: Vicarage Road Lượng khán giả: 20,545 Trọng tài: Kevin Friend |  |

| 10 tháng 9 năm 2016 4 | Arsenal                                                  | 2–1                       | Southampton                                                                                  | Holloway, London                                                               |  |
| 15:00 BST             | Monreal 16' · Cazorla 26', 90+4' (ph.đ.) · Koscielny 29' | Arsenal report BBC report | Čech 18' (l.n.) · Forster 54' · Højbjerg 86' · Fonte 90+1' · Van Dijk 90+4' · Bertrand 90+4' | Sân vận động: Emirates Stadium Lượng khán giả: 59,962 Trọng tài: Robert Madley |  |

| 17 tháng 9 năm 2016 5 | Hull City                             | 1–4                       | Arsenal                                                                    | Kingston upon Hull                                                      |  |
| 15:00 BST             | Livermore 40' · Snodgrass 79' (ph.đ.) | Arsenal report BBC report | Sánchez 14', 17', 83' · Cazorla 34' · Walcott 55' · Čech 78' · Xhaka 90+2' | Sân vận động: KCOM Stadium Lượng khán giả: 22,536 Trọng tài: Roger East |  |

| 24 tháng 9 năm 2016 6 | Arsenal                              | 3–0                       | Chelsea                  | Holloway, London                                                                |  |
| 17:30 BST             | Sánchez 11' · Walcott 14' · Özil 40' | Arsenal report BBC report | Ivanović 28' · Costa 83' | Sân vận động: Emirates Stadium Lượng khán giả: 60,028 Trọng tài: Michael Oliver |  |

| 2 tháng 10 năm 2016 7 | Burnley | 0–1                       | Arsenal         | Burnley                                                                |  |
| 16:30 BST             |         | Arsenal report BBC report | Koscielny 90+3' | Sân vận động: Turf Moor Lượng khán giả: 20,982 Trọng tài: Craig Pawson |  |

| 15 tháng 10 năm 2016 8 | Arsenal                                 | 3–2                       | Swansea City                            | Holloway, London                                                               |  |
| 15:00 BST              | Walcott 26', 33' · Özil 57' · Xhaka 70' | Arsenal report BBC report | Sigurðsson 38' · Taylor 48' · Borja 66' | Sân vận động: Emirates Stadium Lượng khán giả: 60,007 Trọng tài: Jonathan Moss |  |

| 22 tháng 10 năm 2016 9 | Arsenal     | 0–0                       | Middlesbrough | Holloway, London                                                           |  |
| 15:00 BST              | Mustafi 64' | Arsenal report BBC report |               | Sân vận động: Emirates Stadium Lượng khán giả: 59,982 Trọng tài: Mike Dean |  |

| 29 tháng 10 năm 2016 10 | Sunderland                                                                 | 1–4                       | Arsenal                                                        | Sunderland                                                                       |  |
| 12:30 BST               | Khazri 30' · N'Dong 33' · Pienaar 41' · Djilobodji 48' · Defoe 65' (ph.đ.) | Arsenal report BBC report | Sánchez 19', 78', 66' · Čech 64' · Giroud 71', 76' · Gibbs 80' | Sân vận động: Stadium of Light Lượng khán giả: 44,322 Trọng tài: Martin Atkinson |  |

| 6 tháng 11 năm 2016 11 | Arsenal                           | 1–1                       | Tottenham Hotspur                       | Holloway, London                                                                  |  |
| 12:00 GMT              | Wimmer 42' (l.n.) · Koscielny 69' | Arsenal report BBC report | Wimmer 6' · Kane 51' (ph.đ.) · Dier 73' | Sân vận động: Emirates Stadium Lượng khán giả: 60,039 Trọng tài: Mark Clattenburg |  |

| 19 tháng 11 năm 2016 12 | Manchester United                          | 1–1                       | Arsenal                                             | Manchester                                                                  |  |
| 12:30 GMT               | Darmian 25' · Mata 69', 69' · Rooney 90+4' | Arsenal report BBC report | Sánchez 16' · Ramsey 86' · Giroud 89' · Xhaka 90+2' | Sân vận động: Old Trafford Lượng khán giả: 75,264 Trọng tài: Andre Marriner |  |

| 27 tháng 11 năm 2016 13 | Arsenal                                                             | 3–1                       | AFC Bournemouth                                                                 | Holloway, London                                                            |  |
| 14:15 GMT               | Sánchez 12', 90+1', 62' · Mustafi 22' · Walcott 53' · Gabriel 90+3' | Arsenal report BBC report | Cook 4' · Francis 7' · Wilson 23' (ph.đ.) · Arter 73' · Smith 80' · Gosling 88' | Sân vận động: Emirates Stadium Lượng khán giả: 59,978 Trọng tài: Mike Jones |  |

| 3 tháng 12 năm 2016 14 | West Ham United                                       | 1–5                       | Arsenal                                                                                                | Stratford, London                                                            |  |
| 17:30 GMT              | Fletcher 59' · Reid 65' · Carroll 83' · Arbeloa 90+3' | Arsenal report BBC report | Özil 24' · Coquelin 30' · Koscielny 67' · Sánchez 72', 80', 86' · Mustafi 82' · Oxlade-Chamberlain 84' | Sân vận động: Olympic Stadium Lượng khán giả: 56,980 Trọng tài: Craig Pawson |  |

| 10 tháng 12 năm 2016 15 | Arsenal                            | 3–1                       | Stoke City       | Holloway, London                                                           |  |
| 15:00 GMT               | Walcott 42' · Özil 49' · Iwobi 75' | Arsenal report BBC report | Adam 29' (ph.đ.) | Sân vận động: Emirates Stadium Lượng khán giả: 59,964 Trọng tài: Lee Mason |  |

| 13 tháng 12 năm 2016 16 | Everton                                                        | 2–1                       | Arsenal                     | Liverpool                                               |  |
| 19:45 GMT               | Jagielka 18' 90+2' · McCarthy 42' · Coleman 44' · Williams 86' | Arsenal report BBC report | Sánchez 20' · Koscielny 84' | Sân vận động: Goodison Park Trọng tài: Mark Clattenburg |  |

| 18 tháng 12 năm 2016 17 | Manchester City                                                                  | 2–1                       | Arsenal                                 | Manchester                                                          |  |
| 16:00 GMT               | Silva 38' · Sané 47' · Touré 51' · Sterling 71' · De Bruyne 80' · Fernando 90+5' | Arsenal report BBC report | Walcott 5' · Elneny 88' · Gabriel 90+4' | Sân vận động: City of Manchester Stadium Trọng tài: Martin Atkinson |  |

| 26 tháng 12 năm 2016 18 | Arsenal                                  | 1–0                       | West Bromwich Albion | Holloway, London                                                                |  |
| 15:00 GMT               | Giroud 42', 86' · Gibbs 65' · Ramsey 88' | Arsenal report BBC report | Foster 83'           | Sân vận động: Emirates Stadium Lượng khán giả: 59,925 Trọng tài: Neil Swarbrick |  |

| 1 tháng 1 năm 2017 19 | Arsenal                              | 2–0                       | Crystal Palace | Holloway, London                                                                |  |
| 16:00 GMT             | Giroud 17' · Iwobi 56' · Monreal 83' | Arsenal report BBC report | Tomkins 90'    | Sân vận động: Emirates Stadium Lượng khán giả: 59,975 Trọng tài: Andre Marriner |  |

| 3 tháng 1 năm 2017 20 | AFC Bournemouth                                                                    | 3–3                       | Arsenal                                                                            | Bournemouth                                                                     |  |
| 19:45 GMT             | Daniels 16' · Wilson 20' (ph.đ.) · Cook 44' · Fraser 58' · Francis 82' · Boruc 86' | Arsenal report BBC report | Bellerín 32' · Ramsey 45+3' · Sánchez 70' · Lucas 75' · Mustafi 80' · Giroud 90+2' | Sân vận động: Vitality Stadium Lượng khán giả: 11,202 Trọng tài: Michael Oliver |  |

| 14 tháng 1 năm 2017 21 | Swansea City     | 0–4                       | Arsenal                                                          | Swansea                                                                    |  |
| 15:00 GMT              | Ki 43' · Fer 79' | Arsenal report BBC report | Giroud 37' · Cork 54' (l.n.) · Naughton 67' (l.n.) · Sánchez 74' | Sân vận động: Liberty Stadium Lượng khán giả: 20,875 Trọng tài: Mike Jones |  |

| 22 tháng 1 năm 2017 22 | Arsenal                                                | 2–1                       | Burnley                                                     | Holloway, London                                                               |  |
| 14:15 GMT              | Mustafi 59', 90+5' · Xhaka 65' · Sánchez 90+8' (ph.đ.) | Arsenal report BBC report | Lowton 58' · Marney 74' · Gray 90+3' (ph.đ.) · Barnes 90+7' | Sân vận động: Emirates Stadium Lượng khán giả: 59,955 Trọng tài: Jonathan Moss |  |

| 31 tháng 1 năm 2017 23 | Arsenal                                             | 1–2      | Watford                                                           | Holloway, London                                                                |  |
| 19:45 GMT              | Gabriel 21' · Monreal 25' · Iwobi 58' · Sánchez 86' | Chi tiết | Kaboul 10' · Deeney 13' · Prödl 66' · Okaka 88' · Cleverley 90+2' | Sân vận động: Emirates Stadium Lượng khán giả: 60,035 Trọng tài: Andre Marriner |  |

| 4 tháng 2 năm 2017 24 | Chelsea                                            | 3–1      | Arsenal                    | Fulham, London                                                                  |  |
| 12:30 GMT             | Alonso 13' · Hazard 53' · Matić 70' · Fàbregas 85' | Chi tiết | Mustafi 23' · Giroud 90+1' | Sân vận động: Stamford Bridge Lượng khán giả: 41,490 Trọng tài: Martin Atkinson |  |

| 11 tháng 2 năm 2017 25 | Arsenal                                                   | 2–0      | Hull City                    | Holloway, London                                                                  |  |
| 12:30 GMT              | Sánchez 34', 90+3' (ph.đ.), 76' · Walcott 53' · Gibbs 54' | Chi tiết | Ranocchia 70' · Clucas 90+1' | Sân vận động: Emirates Stadium Lượng khán giả: 59,962 Trọng tài: Mark Clattenburg |  |

| 4 tháng 3 năm 2017 26 | Liverpool                                         | 3–1      | Arsenal                                | Liverpool                                                            |  |
| 17:30 GMT             | Firmino 9' · Mané 40' · Can 68' · Wijnaldum 90+1' | Chi tiết | Coquelin 34' · Welbeck 57' · Xhaka 78' | Sân vận động: Anfield Lượng khán giả: 53,146 Trọng tài: Bobby Madley |  |

| 18 tháng 3 năm 2017 27 | West Bromwich Albion                             | 3–1      | Arsenal     | West Bromwich                                                                |  |
| 12:30 GMT              | Dawson 12' · Kanu 55' · McClean 42' · Dawson 75' | Chi tiết | Sánchez 15' | Sân vận động: The Hawthorns Lượng khán giả: 24,065 Trọng tài: Neil Swarbrick |  |

| 2 tháng 4 năm 2017 28 | Arsenal                                                   | 2–2 | Manchester City                                   | Holloway, London                                                                |  |
| 16:00 BST             | Coquelin 15' · Xhaka 32' · Walcott 40' · Mustafi 53', 61' |     | Sané 5' · Navas 8' · Agüero 42' · Fernandinho 47' | Sân vận động: Emirates Stadium Lượng khán giả: 60,001 Trọng tài: Andre Marriner |  |

| 5 tháng 4 năm 2017 29 | Arsenal                                                          | 3–0      | West Ham United         | Holloway, London                                                                 |  |
| 19:45 BST             | Bellerín 18' · Özil 58' · Mustafi 62' · Walcott 68' · Giroud 83' | Chi tiết | Lanzini 39' · Byram 77' | Sân vận động: Emirates Stadium Lượng khán giả: 59,961 Trọng tài: Martin Atkinson |  |

| 10 tháng 4 năm 2017 30 | Crystal Palace                                      | 3–0      | Arsenal     | South Norwood, London                                                        |  |
| 20:00 BST              | Townsend 17' · Cabaye 63' · Milivojević 68' (ph.đ.) | Chi tiết | Mustafi 23' | Sân vận động: Selhurst Park Lượng khán giả: 25,648 Trọng tài: Michael Oliver |  |

| 17 tháng 4 năm 2017 31 | Middlesbrough                             | 1–2      | Arsenal                                                      | Middlesbrough                                                                    |  |
| 20:00 BST              | Leadbitter 7' · Negredo 50' · Gestede 82' | Chi tiết | Oxlade-Chamberlain 4' · Sánchez 42' · Gabriel 43' · Özil 71' | Sân vận động: Riverside Stadium Lượng khán giả: 31,298 Trọng tài: Anthony Taylor |  |

| 26 tháng 4 năm 2017 32 | Arsenal                                     | 1–0      | Leicester City                                        | Holloway, London                                                            |  |
| 19:45 BST              | Xhaka 82' · Huth 86' (l.n.) · Sánchez 90+3' | Chi tiết | Simpson 38' · Fuchs 52' · Benalouane 80' · Huth 90+4' | Sân vận động: Emirates Stadium Lượng khán giả: 59,829 Trọng tài: Mike Jones |  |

| 30 tháng 4 năm 2017 33 | Tottenham Hotspur               | 2–0      | Arsenal                                | Tottenham, London                                       |  |
| 16:30 BST              | Alli 55' · Kane 58' (ph.đ.) 72' | Chi tiết | Gabriel 70' · Giroud 73' · Monreal 76' | Sân vận động: White Hart Lane Trọng tài: Michael Oliver |  |

| 7 tháng 5 năm 2017 34 | Arsenal                                 | 2–0      | Manchester United | Holloway, London                                                                |  |
| 16:00 BST             | Xhaka 54' · Welbeck 57' · Koscielny 67' | Chi tiết |                   | Sân vận động: Emirates Stadium Lượng khán giả: 60,055 Trọng tài: Andre Marriner |  |

| 10 tháng 5 năm 2017 35 | Southampton     | 0–2      | Arsenal                                              | Southampton                                                                     |  |
| 19:45 BST              | Ward-Prowse 44' | Chi tiết | Sánchez 60' · Özil 73' · Giroud 83' · Bellerín 90+2' | Sân vận động: St Mary's Stadium Lượng khán giả: 31,474 Trọng tài: Jonathan Moss |  |

| 13 tháng 5 năm 2017 36 | Stoke City     | 1–4      | Arsenal                                                              | Stoke-on-Trent                                                           |  |
| 17:30 BST              | Crouch 67' 89' | Chi tiết | Mustafi 28' · Giroud 42', 80' · Özil 55' · Sánchez 76' · Holding 78' | Sân vận động: bet365 Stadium Lượng khán giả: 27,535 Trọng tài: Mike Dean |  |

| 16 tháng 5 năm 2017 37 | Arsenal                                                                  | 2–0      | Sunderland                  | Holloway, London                                                            |  |
| 19:45 BST              | Bellerín 22' · Monreal 54' · Özil 55' · Sánchez 72', 81' · Mustafi 90+2' | Chi tiết | O'Shea 56' · Cattermole 74' | Sân vận động: Emirates Stadium Lượng khán giả: 59,500 Trọng tài: Roger East |  |

| 21 tháng 5 năm 2017 38 | Arsenal                                                                              | 3–1      | Everton                                                                          | Holloway, London                                                                |  |
| 15:00 BST              | Bellerín 8' · Koscielny 14' · Sánchez 27' · Gabriel 51' · Holding 62' · Ramsey 90+1' | Chi tiết | Williams 19' · Jagielka 39' · Lukaku 58' (ph.đ.) · Schneiderlin 61' · Baines 73' | Sân vận động: Emirates Stadium Lượng khán giả: 59,976 Trọng tài: Michael Oliver |  |

#### Cúp FA
Thắng
      Hòa
      Thua
| 7 tháng 1 năm 2017 Third round | Preston North End                                       | 1–2      | Arsenal                               | Preston                                                                |  |
| 17:30 GMT                      | Robinson 7' · Hugill 44' · Cunningham 65' · Pearson 75' | Chi tiết | Ramsey 46' · Gabriel 70' · Giroud 89' | Sân vận động: Deepdale Lượng khán giả: 22,185 Trọng tài: Robert Madley |  |

| 28 tháng 1 năm 2017 Fourth round | Southampton | 0–5                       | Arsenal                                  | Southampton                                                                    |  |
| 17:30 GMT                        |             | Arsenal report BBC report | Welbeck 15', 22' · Walcott 35', 69', 84' | Sân vận động: St Mary's Stadium Lượng khán giả: 31,288 Trọng tài: Kevin Friend |  |

| ngày 20 tháng 2 năm 2017 Fifth round | Sutton United | 0–2        | Arsenal                                                  | Sutton, London                                                                  |  |
| 19:55 GMT                            |               | BBC report | Xhaka 24' · Lucas 27' · Reine-Adélaïde 40' · Walcott 55' | Sân vận động: Gander Green Lane Lượng khán giả: 5,013 Trọng tài: Michael Oliver |  |

| ngày 11 tháng 3 năm 2017 Quarter-final | Arsenal                                                                                                  | 5–0        | Lincoln City                              | Holloway, London                                                                |  |
| 17:30 GMT                              | Xhaka 24' · Koscielny 37' · Walcott 45+1' · Giroud 53' · Waterfall 58' (l.n.) · Sánchez 72' · Ramsey 75' | BBC Report | Woodyard 47' · Margetts 63' · Raggett 85' | Sân vận động: Emirates Stadium Lượng khán giả: 59,454 Trọng tài: Anthony Taylor |  |

| ngày 23 tháng 4 năm 2017 Semi-final | Arsenal                                     | 2–1 (s.h.p.) | Manchester City                                                                       | Wembley, London                                                              |  |
| 15:00 BST                           | Sánchez 25' 101' · Monreal 72' · Xhaka 111' | BBC Report   | Agüero 62' · Fernandinho 69' · De Bruyne 89' · Sané 102' · Delph 105' · Otamendi 115' | Sân vận động: Wembley Stadium Lượng khán giả: 85,725 Trọng tài: Craig Pawson |  |

| ngày 27 tháng 5 năm 2017 Final | Arsenal                                                             | 2–1        | Chelsea                               | Wembley, London                                                                |  |
| 17:30 BST                      | Sánchez 4' · Ramsey 9' 79' · Holding 54' · Xhaka 81' · Coquelin 83' | BBC Report | Moses 57' 68' · Kanté 59' · Costa 76' | Sân vận động: Wembley Stadium Lượng khán giả: 89,472 Trọng tài: Anthony Taylor |  |

#### Cúp liên đoàn
Thắng
      Hòa
      Thua
| 20 tháng 9 năm 2016 Third round | Nottingham Forest                       | 0–4                       | Arsenal                                                                     | West Bridgford, Nottinghamshire                                          |  |
| 19:45 BST                       | Bendtner 16' · Lansbury 67' · Cohen 75' | Arsenal report BBC report | Xhaka 23' · Holding 37' · Lucas 60' (ph.đ.), 71' · Oxlade-Chamberlain 90+3' | Sân vận động: City Ground Lượng khán giả: 28,567 Trọng tài: Paul Tierney |  |

| 25 tháng 10 năm 2016 Fourth round | Arsenal                     | 2–0                       | Reading                  | Holloway, London                                                              |  |
| 19:45 BST                         | Oxlade-Chamberlain 33', 78' | Arsenal report BBC report | McCleary 76' · Moore 79' | Sân vận động: Emirates Stadium Lượng khán giả: 59,865 Trọng tài: Graham Scott |  |

| 30 tháng 11 năm 2016 Fifth round | Arsenal                            | 0–2      | Southampton                             | Holloway, London                                                              |  |
| 19:45 GMT                        | Elneny 29' · Iwobi 33' · Lucas 80' | Chi tiết | Clasie 13' · Yoshida 34' · Bertrand 38' | Sân vận động: Emirates Stadium Lượng khán giả: 59,013 Trọng tài: Kevin Friend |  |

### UEFA Champions League
Vòng bảng
      Thắng
      Hòa
      Thua
| 13 tháng 9 năm 2016 1 | Paris Saint-Germain                         | 1–1                        | Arsenal                                       | Paris, Pháp                                                                                                 |  |
| 19:45 BST             | Cavani 1' · Verratti 8' 90+3' · Motta 90+2' | Arsenal report UEFA report | Coquelin 24' · Sánchez 78' · Giroud 88' 90+3' | Sân vận động: Sân vận động Công viên các Hoàng tử Lượng khán giả: 46.440 Trọng tài: Viktor Kassai (Hungary) |  |

| 28 tháng 9 năm 2016 2 | Arsenal         | 2–0                        | Basel                       | London, Anh                                                                                   |  |
| 19:45 BST             | Walcott 7', 26' | Arsenal report UEFA report | Suchý 21' · Elyounoussi 85' | Sân vận động: Emirates Stadium Lượng khán giả: 59,993 Trọng tài: Danny Makkelie (Netherlands) |  |

| 19 tháng 10 năm 2016 3 | Arsenal                                                                 | 6–0                        | Ludogorets Razgrad | London, Anh                                                                                   |  |
| 19:45 BST              | Sánchez 13' · Walcott 42' · Oxlade-Chamberlain 47' · Özil 56', 83', 87' | Arsenal report UEFA report |                    | Sân vận động: Emirates Stadium Lượng khán giả: 59,944 Trọng tài: Artur Soares Dias (Portugal) |  |

| 1 tháng 11 năm 2016 4 | Ludogorets Razgrad                | 2–3                        | Arsenal                                                               | Sofia, Bulgaria                                                                                         |  |
| 19:45 GMT             | Cafu 12' · Keșerü 15' · Minev 38' | Arsenal report UEFA report | Xhaka 20', 66' · Giroud 41' · Coquelin 59' · Jenkinson 70' · Özil 87' | Sân vận động: Vasil Levski National Stadium Lượng khán giả: 30,862 Trọng tài: Bas Nijhuis (Netherlands) |  |

| 23 tháng 11 năm 2016 5 | Arsenal                                                                   | 2–2                        | Paris Saint-Germain                                           | London, Anh                                                                            |  |
| 19:45 GMT              | Coquelin 34' · Giroud 45+1' (ph.đ.) · Koscielny 53' · Verratti 60' (l.n.) | Arsenal report UEFA report | Cavani 18' · Marquinhos 31' · Verratti 55' · Iwobi 77' (l.n.) | Sân vận động: Emirates Stadium Lượng khán giả: 59,628 Trọng tài: Felix Brych (Germany) |  |

| 6 tháng 12 năm 2016 6 | Basel                     | 1–4                        | Arsenal                                    | Basel, Thụy Sĩ                                                                        |  |
| 19:45 GMT             | Álvarez 66' · Doumbia 78' | Arsenal report UEFA report | Lucas 8', 16', 47' · Gibbs 36' · Iwobi 53' | Sân vận động: St. Jakob-Park Lượng khán giả: 36,000 Trọng tài: Jorge Sousa (Portugal) |  |

Vòng knock-out
      Thắng
      Hòa
      Thua
| 15 tháng 2 năm 2017 First leg | Bayern Munich                                                                        | 5–1                        | Arsenal                                    | Munich, Đức                                                                          |  |
| 19:45 GMT                     | Robben 11' · Hummels 26' · Lewandowski 53' · Thiago 56', 63' · Lahm 83' · Müller 88' | Arsenal report UEFA report | Mustafi 15' · Sánchez 30', 33' · Xhaka 60' | Sân vận động: Allianz Arena Lượng khán giả: 70,000 Trọng tài: Milorad Mažić (Serbia) |  |

| 7 tháng 3 năm 2017 Second leg | Arsenal                                                               | 1–5 (TTS 2–10) | Bayern Munich                                                                                        | London, Anh                                                                |  |
| 19:45 GMT                     | Walcott 20', 39' · Koscielny 53' · Oxlade-Chamberlain 61' · Xhaka 79' | Chi tiết       | Alaba 39' · Martínez 44' · Lewandowski 55' (ph.đ.) · Robben 68' · Douglas Costa 78' · Vidal 80', 85' | Sân vận động: Emirates Stadium Trọng tài: Anastasios Sidiropoulos (Greece) |  |

## Thống kê và giải thưởng

### Số lần xuất hiện và bàn thắng
| No.                                        | Pos. | Nat.   | Name                    | Premier League | Premier League | FA Cup | FA Cup | EFL Cup | EFL Cup | Champions League | Champions League | Total   | Total |
| No.                                        | Pos. | Nat.   | Name                    | Apps           | Goals          | Apps   | Goals  | Apps    | Goals   | Apps             | Goals            | Apps    | Goals |
| ------------------------------------------ | ---- | ------ | ----------------------- | -------------- | -------------- | ------ | ------ | ------- | ------- | ---------------- | ---------------- | ------- | ----- |
| 2                                          | DF   | FRA    | Mathieu Debuchy         | 1              | 0              | 0      | 0      | 0       | 0       | 0                | 0                | 1       | 0     |
| 3                                          | DF   | ENG    | Kieran Gibbs            | 8 (3)          | 0              | 2      | 0      | 3       | 0       | 5 (1)            | 0                | 18 (4)  | 0     |
| 4                                          | DF   | GER    | Per Mertesacker         | 0 (1)          | 0              | 1      | 0      | 0       | 0       | 0                | 0                | 1 (1)   | 0     |
| 5                                          | DF   | BRA    | Gabriel                 | 15 (4)         | 0              | 3      | 0      | 3       | 0       | 1 (1)            | 0                | 22 (5)  | 0     |
| 6                                          | DF   | FRA    | Laurent Koscielny       | 33             | 2              | 2      | 0      | 0       | 0       | 8                | 0                | 42      | 2     |
| 7                                          | FW   | CHI    | Alexis Sánchez          | 36 (2)         | 24             | 3 (2)  | 3      | 0       | 0       | 8                | 3                | 46 (4)  | 30    |
| 8                                          | MF   | WAL    | Aaron Ramsey            | 13 (9)         | 1              | 4      | 3      | 1       | 0       | 4                | 0                | 22 (9)  | 4     |
| 9                                          | FW   | ESP    | Lucas Pérez             | 2 (9)          | 1              | 3 (1)  | 1      | 3       | 2       | 1 (2)            | 3                | 9 (12)  | 7     |
| 11                                         | MF   | GER    | Mesut Özil              | 32 (1)         | 8              | 2 (1)  | 0      | 0       | 0       | 7 (1)            | 4                | 40 (3)  | 12    |
| 12                                         | FW   | FRA    | Olivier Giroud          | 11 (18)        | 12             | 3 (1)  | 2      | 0 (1)   | 0       | 3 (3)            | 2                | 16 (23) | 16    |
| 13                                         | GK   | COL    | David Ospina            | 1 (1)          | 0              | 4      | 0      | 0       | 0       | 8                | 0                | 13 (1)  | 0     |
| 14                                         | FW   | ENG    | Theo Walcott            | 23 (4)         | 10             | 3      | 5      | 0       | 0       | 3 (3)            | 4                | 29 (7)  | 19    |
| 15                                         | MF   | ENG    | Alex Oxlade-Chamberlain | 16 (13)        | 2              | 5 (1)  | 0      | 2       | 3       | 4 (3)            | 1                | 27 (18) | 6     |
| 16                                         | DF   | ENG    | Rob Holding             | 9              | 0              | 4 (1)  | 0      | 3       | 0       | 1                | 0                | 17 (1)  | 0     |
| 17                                         | FW   | NGA    | Alex Iwobi              | 18 (8)         | 3              | 2 (1)  | 0      | 2       | 0       | 5 (2)            | 1                | 27 (11) | 4     |
| 18                                         | DF   | ESP    | Nacho Monreal           | 35 (1)         | 0              | 4      | 1      | 0       | 0       | 3                | 0                | 41 (1)  | 1     |
| 19                                         | MF   | ESP    | Santi Cazorla           | 7 (1)          | 2              | 0      | 0      | 0       | 0       | 3                | 0                | 10 (1)  | 2     |
| 20                                         | DF   | GER    | Shkodran Mustafi        | 26             | 2              | 4      | 0      | 0       | 0       | 7                | 0                | 36      | 2     |
| 23                                         | FW   | ENG    | Danny Welbeck           | 8 (7)          | 2              | 3 (1)  | 2      | 0       | 0       | 0                | 0                | 10 (9)  | 4     |
| 24                                         | DF   | ESP    | Héctor Bellerín         | 27 (6)         | 1              | 4      | 0      | 0       | 0       | 5                | 0                | 34 (7)  | 1     |
| 25                                         | DF   | ENG    | Carl Jenkinson          | 1              | 0              | 0      | 0      | 2       | 0       | 2                | 0                | 5       | 0     |
| 26                                         | GK   | ARG    | Emiliano Martínez       | 2              | 0              | 0      | 0      | 3       | 0       | 0                | 0                | 5       | 0     |
| 29                                         | MF   | SUI    | Granit Xhaka            | 28 (4)         | 2              | 5      | 0      | 1 (1)   | 1       | 5 (2)            | 1                | 38 (7)  | 4     |
| 31                                         | MF   | FRA    | Jeff Reine-Adélaïde     | 0              | 0              | 2 (1)  | 0      | 3       | 0       | 0                | 0                | 5 (1)   | 0     |
| 33                                         | GK   | CZE    | Petr Čech               | 35             | 0              | 2      | 0      | 0       | 0       | 0                | 0                | 36      | 0     |
| 34                                         | MF   | FRA    | Francis Coquelin        | 22 (7)         | 0              | 0 (3)  | 0      | 1       | 0       | 5 (1)            | 0                | 27 (11) | 0     |
| 35                                         | MF   | EGY    | Mohamed Elneny          | 8 (6)          | 0              | 1 (1)  | 0      | 3       | 0       | 0 (5)            | 0                | 12 (12) | 0     |
| 55                                         | MF   | ENG    | Ainsley Maitland-Niles  | 0 (1)          | 0              | 2 (1)  | 0      | 3       | 0       | 0                | 0                | 5 (2)   | 0     |
| 68                                         | MF   | ENG    | Chris Willock           | 0              | 0              | 0      | 0      | 0 (2)   | 0       | 0                | 0                | 0 (2)   | 0     |
| Players out on loan for rest of the season |      |        |                         |                |                |        |        |         |         |                  |                  |         |       |
| 10                                         | MF   | ENG    | Jack Wilshere           | 0 (2)          | 0              | 0      | 0      | 0       | 0       | 0                | 0                | 0 (2)   | 0     |
| 21                                         | DF   | ENG    | Calum Chambers          | 1              | 1              | 0      | 0      | 0       | 0       | 0                | 0                | 1       | 1     |
| 32                                         | FW   | ENG    | Chuba Akpom             | 0              | 0              | 0      | 0      | 1       | 0       | 0                | 0                | 1       | 0     |
| 37                                         | DF   | POL    | Krystian Bielik         | 0              | 0              | 0      | 0      | 0 (1)   | 0       | 0                | 0                | 0 (1)   | 0     |
| 40                                         | MF   | Hoa Kỳ | Gedion Zelalem          | 0              | 0              | 0      | 0      | 0 (2)   | 0       | 0                | 0                | 0 (2)   | 0     |

### Thẻ
| Rank  | Position | Name                    | Premier League | Premier League | FA Cup   | FA Cup | EFL Cup  | EFL Cup | Champions League | Champions League | Total    | Total  |
| Rank  | Position | Name                    | Thẻ vàng       | Thẻ đỏ         | Thẻ vàng | Thẻ đỏ | Thẻ vàng | Thẻ đỏ  | Thẻ vàng         | Thẻ đỏ           | Thẻ vàng | Thẻ đỏ |
| ----- | -------- | ----------------------- | -------------- | -------------- | -------- | ------ | -------- | ------- | ---------------- | ---------------- | -------- | ------ |
| 1     | MF       | Granit Xhaka            | 6              | 2              | 4        | 0      | 0        | 0       | 3                | 0                | 13       | 2      |
| 2     | DF       | Laurent Koscielny       | 4              | 1              | 1        | 0      | 0        | 0       | 1                | 1                | 6        | 2      |
| 3     | FW       | Olivier Giroud          | 2              | 0              | 0        | 0      | 0        | 0       | 0                | 1                | 2        | 1      |
| 4     | DF       | Shkodran Mustafi        | 10             | 0              | 0        | 0      | 0        | 0       | 1                | 0                | 11       | 0      |
| 5     | MF       | Francis Coquelin        | 5              | 0              | 0        | 0      | 0        | 0       | 3                | 0                | 8        | 0      |
| 5     | FW       | Alexis Sánchez          | 6              | 0              | 1        | 0      | 0        | 0       | 1                | 0                | 8        | 0      |
| 7     | DF       | Gabriel                 | 6              | 0              | 1        | 0      | 0        | 0       | 0                | 0                | 7        | 0      |
| 8     | DF       | Rob Holding             | 3              | 0              | 1        | 0      | 1        | 0       | 0                | 0                | 5        | 0      |
| 8     | MF       | Aaron Ramsey            | 4              | 0              | 1        | 0      | 0        | 0       | 0                | 0                | 5        | 0      |
| 10    | DF       | Héctor Bellerín         | 4              | 0              | 0        | 0      | 0        | 0       | 0                | 0                | 4        | 0      |
| 10    | DF       | Kieran Gibbs            | 3              | 0              | 0        | 0      | 0        | 0       | 1                | 0                | 4        | 0      |
| 10    | DF       | Nacho Monreal           | 4              | 0              | 0        | 0      | 0        | 0       | 0                | 0                | 4        | 0      |
| 13    | MF       | Santi Cazorla           | 2              | 0              | 0        | 0      | 0        | 0       | 0                | 0                | 2        | 0      |
| 13    | GK       | Petr Čech               | 2              | 0              | 0        | 0      | 0        | 0       | 0                | 0                | 2        | 0      |
| 13    | DF       | Mohamed Elneny          | 1              | 0              | 0        | 0      | 1        | 0       | 0                | 0                | 2        | 0      |
| 13    | FW       | Alex Iwobi              | 1              | 0              | 0        | 0      | 1        | 0       | 0                | 0                | 2        | 0      |
| 13    | DF       | Alex Oxlade-Chamberlain | 1              | 0              | 0        | 0      | 0        | 0       | 1                | 0                | 2        | 0      |
| 13    | MF       | Mesut Özil              | 2              | 0              | 0        | 0      | 0        | 0       | 1                | 0                | 2        | 0      |
| 13    | DF       | Theo Walcott            | 1              | 0              | 0        | 0      | 0        | 0       | 1                | 0                | 2        | 0      |
| 20    | DF       | Carl Jenkinson          | 0              | 0              | 0        | 0      | 0        | 0       | 1                | 0                | 1        | 0      |
| 20    | FW       | Lucas Pérez             | 0              | 0              | 0        | 0      | 1        | 0       | 0                | 0                | 1        | 0      |
| 20    | MF       | Jeff Reine-Adélaïde     | 0              | 0              | 1        | 0      | 0        | 0       | 0                | 0                | 1        | 0      |
| 20    | MF       | Jack Wilshere           | 1              | 0              | 0        | 0      | 0        | 0       | 0                | 0                | 1        | 0      |
| Total | Total    | Total                   | 67             | 3              | 10       | 0      | 4        | 0       | 13               | 2                | 94       | 5      |

### Cứu thua
| Rank  | Name              | Premier League | FA Cup | EFL Cup | Champions League | Total |
| ----- | ----------------- | -------------- | ------ | ------- | ---------------- | ----- |
| 1     | Petr Čech         | 12             | 1      | 0       | 0                | 13    |
| 2     | David Ospina      | 0              | 2      | 0       | 2                | 4     |
| 2     | Emiliano Martínez | 1              | 0      | 2       | 0                | 3     |
| Total | Total             | 13             | 3      | 2       | 2                | 20    |

### Giải thưởng
| Month     | Player                  | Votes |
| --------- | ----------------------- | ----- |
| August    | Laurent Koscielny       | 35.6% |
| September | Alexis Sánchez          | 39.4% |
| October   | Mesut Özil              | 45%   |
| November  | Alexis Sánchez (2)      | 54.7% |
| December  | Alexis Sánchez (3)      | 80.4% |
| January   | Olivier Giroud          | 60.4% |
| February  | Alexis Sánchez (4)      | 38%   |
| March     | Alexis Sánchez (5)      | 63.3% |
| April     | Alex Oxlade-Chamberlain | 56.7% |